# Lycocerus chosokeiensis
Lycocerus chosokeiensis là một loài bọ cánh cứng trong họ Cantharidae. Loài này được Pic mô tả khoa học năm 1937.